# Akopovaïta
L'akopovaïta és un mineral de la classe dels carbonats que pertany al grup de la hidrotalcita. Rep el nom per Anna Vartanovna Akopova (ciríl·lic: Анна Вартановна Акопова) (n. 1952), professora de química al gimnàs núm. 14, Rostov-on-Don, Rússia. El seu notable estil d'ensenyament, inclòs el treball experimental, va inspirar a molts dels seus estudiants a escollir la carrera en el camp de les Ciències Naturals, inclòs el primer autor de la descripció del material tipus.

## Característiques
L'akopovaïta és un carbonat de fórmula química Al₄Li₂(OH)₁₂(CO₃)(H₂O)₃. Va ser aprovada com a espècie vàlida per l'Associació Mineralògica Internacional l'any 2018, sent publicada per primera vegada el 2020. Cristal·litza en el sistema monoclínic. La seva duresa a l'escala de Mohs és 1.
L'exemplar que va servir per a determinar l'espècie, el que es coneix com a material tipus, es troba conservat a les col·leccions del Museu Mineralògic Fersmann, de l'Acadèmia de Ciències de Rússia, a Moscou (Rússia), amb el número de catàleg: #5200/1.

## Formació i jaciments
Va ser descoberta a les pegmatites granítiques de la glacera d'Asan-Usun, a Karasu-Karavshinskoye (regió de Batken, Kirguizstan), on es troba en forma d'agregats (1-4 cm de diàmetre) en zones d’alteració i/o lixiviació de fosfats de pegmatites primaris. Els agregats de rosetes d'akopovaïta es componen de plaques corbes fines pseudohexagonals de fins a 15-30 μm d’amplada i de diversos μm de gruix. Aquesta glacera és l'únic indret de tot el planeta on ha estat descrita aquesta espècie mineral.